# عفراء مول (السودان)
تقع عفراء  مول على مساحة إجمالية قدرها 45.000 متر مربع مع 98 متجرًا وخدمات. منذ عام 2004 ، خضع عفراء مول للعديد من برامج التوسعة والتجديد. أحدث تطور جديد هو إضافة طابق التجزئة الجديد، وتطوير منطقة الترفيه. زاد عفرا بازار، إضافة إلى موقف سيارات واسع، هذا التطور الجديد من إجمالي مساحة مركز التسوق بالتجزئة في المركز إلى 21.008. عفراء مول مجهز لتلبية متطلبات كل زائر بشكل مريح.

## موقع المول
مركز تسوق عفراء مول يقع في شارع إفريقيا في اركويت.

### زوار عفراء مول
يزور عفراء مول لما يصل إلى 20.000 زائر يوميًا، ويبلغ عدد زواره 1.2 مليون شخص لكل شهر من العام.

#### مميزات المول
- سينما.
- مطاعم.
- العديد من نوافذ بيع متطلبات الاسرة.